# Hunter's Moon (Ghost)
Hunter's Moon è un singolo del gruppo musicale svedese Ghost, pubblicato il 30 settembre 2021 come unico estratto dalla colonna sonora del film Halloween Kills.

## Il brano
La canzone si distacca molto dalle precedenti pubblicazioni del gruppo, mantenendo la linea dark e gotica, introducendo elementi già accennati in Prequelle, tratti dal glam rock e dal rock psichedelico degli anni '80.
Anche il testo si allontana dal tema satanico di solito utilizzato dalla band, ricollegandosi, invece, al film di cui è colonna sonora.

## Video musicale
Il video musicale è stato diretto da Amanda Demme ed è il primo a mostrare Tobias Forge nei panni di Papa Emeritus IV.

## Formazione
- A Ghoul Writer - testi
- Papa Emeritus IV - voce
- Nameless Ghouls

## Tracce
Testi e musiche di A Ghoul Writer.
1. Hunter's Moon – 3:16